# Віткос

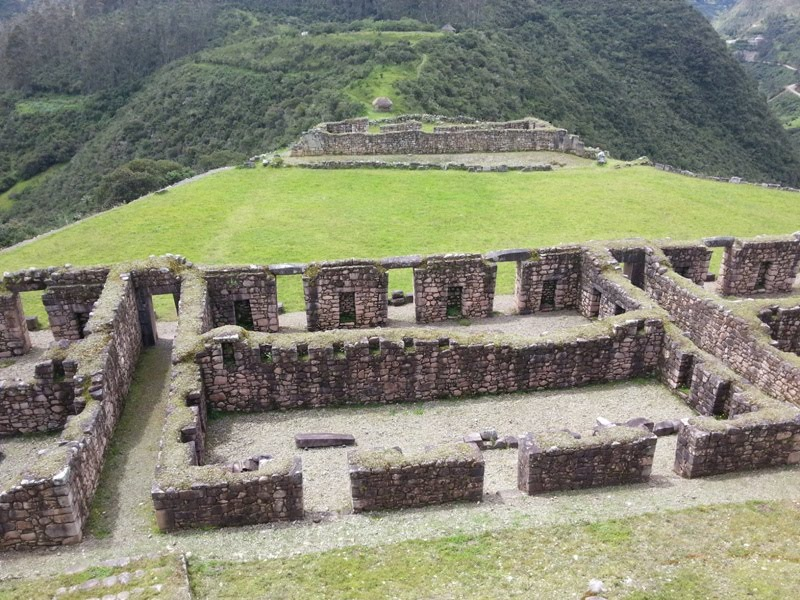
Віткос

Віткос (Witkus) — давнє місто часів імперії інків Тауантінсую. Було одним з важливіших міст інків у боротьбі з іспанськими конкістадорами. Вперше знайдено під час експедиції 1911 року під головуванням Гірама Вінгхама. У 1980-х роках Вінсент Лі провів найзначущіші дослідження на території Віткоса. Є важливою археологічною пам'яткою Перу.

## Географія
Руїни Віткос розташовані гірській частині Анд, на межі з амазонськими джунглями, на висоті 2970 м над рівнем моря. Сьогодні розташовано біля м. Лукма, у регіоні Куско (Перу).

## Історія
Був започаткований як літній палац Сапа Інки Пачакутека. Згодом становив собою невелике поселення. Віткос набув значення за володарювання Манко Юпанкі, який втік сюди у 1537 році від конкістадора Родріго Оргоньєса. Правитель інків Манко Юпанкі значно зміцнив Віткос, звівши потужні мури. З цього моменту Віткос стає важливою військовою базою спротиву іспанським загарбникам. Тут у 1544 році Манко Юпанкі було вбито іспанськими змовниками на чолі із Дієго Мендесом, що втекли до інків, а потім вирішили спокутувати перед іспанською короною зраду, вбивши імператора інків. Проте Мендеса зі змовниками швидко знищила охорона Манко Юпанкі.

## Опис
Віткос мав вигляд міста Куско у мініатюрі, складається з 3 масштабних комплексів, що розташовані перпендикулярно. Археологи знайшли понад 30 будівель та інженерних споруд на східному краю пагорба, серед них «каланка» (будинок зустрічей), декілька «колька» (складів), великий «ушну» (релігійний оглядовий майданчик), а також тераси та забудовані стежки.
Поряд із Віткосом знаходиться велетенське каміння з різьбленим зображенням — Чукіпальта, відомий також як «Оракул Інків», тераси, на яких колись розташовувалися квітучі сади.